# Argyrogena
Genre
Argyrogena est un genre de serpents de la famille des Colubridae.

## Répartition
Les deux espèces de ce genre se rencontre au Bangladesh, en Inde, au Népal, au Pakistan et au Sri Lanka.

## Liste des espèces
Selon The Reptile Database (26 août 2014) :
- Argyrogena fasciolata (Shaw, 1802)
- Argyrogena vittacaudata (Blyth, 1854)

## Publication originale
- Werner, 1924 : Neue oder wenig bekannte Schlangen aus dem Naturhistorischen Staatsmuseum in Wien. Sitzungsberichte der Kaiserliche Akademie der Wissenschaften in Wien, vol. 133, p. 29-56.